# Serge Khalfon
 (décembre 2013).
Si vous disposez d'ouvrages ou d'articles de référence ou si vous connaissez des sites web de qualité traitant du thème abordé ici, merci de compléter l'article en donnant les références utiles à sa vérifiabilité et en les liant à la section « Notes et références ».
Pour l’article ayant un titre homophone, voir Kalfon.
Serge Khalfon, né le 5 novembre 1963 à Paris, est un réalisateur et producteur français, majoritairement spécialisé dans les émissions de télévision.
Pour le grand public, il est indirectement connu grâce à l'expression « magnéto Serge » utilisée par Thierry Ardisson lorsqu'il réalisait Tout le monde en parle de 1998 à 2006, réutilisée depuis septembre 2018 dans Les Terriens du samedi ! avec le même animateur.

## Biographie

### Carrière
Il est réalisateur des émissions de la productrice Catherine Barma, telles que Tout le monde en parle, Panique dans l'oreillette, On a tout essayé, On n'est pas couché, On n'demande qu'à en rire, On n'a pas tout dit ou L'Émission pour tous. Il réalise également C+ Clair, En toutes lettres, Le Coffre, Les enfants de la télé, Les Guignols de l'info et régulièrement Tout le monde veut prendre sa place, Touche pas à mon poste !, Slam, N'oubliez pas les paroles !, Motus, Les 12 Coups de Midi.
Il est également réalisateur de plusieurs captations de spectacles, tels que Elie Kakou, Florence Foresti fait des sketches à la cigale, IAM en Égypte, le spectacle de Franck Dubosc Romantique, Michel Sardou Live 2005 au Palais des Sports et Omar et Fred le spectacle, les défilés ETAM 2010, 2011 et 2012, le spectacle de Michèle Laroque et Chat et souris. Le 9 décembre 2017, il co-réalise avec Gilles Amado pour toutes les chaînes de télévision les obsèques de Johnny Hallyday. 
En 2007, il réalise les émissions politiques de TF1 : J'ai une question à vous poser, ainsi que les soirées électorales présidentielles et législatives cette même année. Il est aussi à l'origine de la refonte du JT, un temps le plus regardé d'Europe, le JT de 20 h de TF1. 
En 2008, il crée les sociétés Magnéto Prod et Magnéto presse avec Marc Berdugo (ex-Capa) et Elfriede Leca (ex-directrice générale de Éléphant et cie). La société prend rapidement son essor en produisant entre autres Un jour, un destin, émission emblématique de Laurent Delahousse et beaucoup de documentaires, par exemple sur Carla Bruni-Sarkozy, ou d'enquêtes d'investigations pour différents magazines (Spécial investigation sur Canal+ par exemple). De plus, il a réalisé Happy Hour, un jeu animé par Thierry Ardisson et diffusé durant l'été 2010 sur Canal+.
En 2012, Serge Khalfon s'occupe du « funky défilé ETAM ». Il collabore à nouveau avec TF1 pour l'émission politique de la campagne présidentielle (Parole de candidat) ainsi que pour les élections présidentielles et législatives. Il est chargé de la réalisation de l'entretien avec le président de la République menée conjointement par Claire Chazal et Laurent Delahousse le 29 janvier 2012.
Depuis septembre 2018, Serge Khalfon intègre l'émission de Thierry Ardisson, Les Terriens du samedi !, en tant que réalisateur, avec qui il déjà précédemment travaillé lors de son émission Tout le monde en parle, donnant comme expression « Magnéto Serge », devenue culte.

### Vie personnelle
Il est le mari de Corinne Barcessat, veuve de Daniel Balavoine. Deux enfants sont nés de cette union.